# Кузнецов Ісай Костянтинович
Ісай Костянтинович Кузнецов (рос. Исай Константинович Кузнец́ов; 17(30) листопада 1916, Петроград, Російська імперія — 28 липня 2010, Москва, Росія) — радянський кіносценарист і драматург.

## Біографія
З 1950 писав виключно в співавторстві з Авнером Заком. У співавторстві створили ряд п'єс і кіносценаріїв, деякі з них стали помітними явищами в радянському театральному і кіномистецтві. Так, однією з найяскравіших вистав раннього театру «Современника» стала постановка Олегом Єфремовим їх п'єси «Два кольори» в 1959 році.

## Сценарії
Всі сценарії, з першого фільму і до фільму «Зникла експедиція» включно, написані в співавторстві з Авнером Заком.
- 1959: Колискова
- 1963: Пропало літо
- 1966: Ранкові поїзди
- 1967: Врятуйте потопаючого
- 1968: Любити... (один з сюжетів)
- 1969: Мій тато — капітан
- 1971: Надбання республіки
- 1973: Москва — Кассіопея
- 1974: Підлітки у Всесвіті
- 1975: Зникла експедиція
- 1976: Золота річка
- 1978: Зникнення
- 1979: Викрадення «Савойї»
- 1983: Учень лікаря
- 1984: Мідний ангел
- 1986: Поверніть бабусю